# Ransart (Charleroi)
Ransart (wa. El Ronsåt) – dzielnica (section) miasta Charleroi w Belgii, w Regionie Walońskim, w prowincji Hainaut, w okręgu Charleroi. 1 stycznia 2020 roku liczyła 8832 mieszkańców. Do 31 grudnia 1976 samodzielna gmina.

## Demografia
Liczba mieszkańców, stan na 1 stycznia:
| Rok                | 1930   | 1947   | 1961   | 2020 |
| ------------------ | ------ | ------ | ------ | ---- |
| Liczba mieszkańców | 10 223 | 10 666 | 10 188 | 8832 |